# 赫穆尼奥
赫穆尼奥，是西班牙卡斯蒂利亚-莱昂阿维拉省的一个市镇。 总面积17km2, 总人口203人（2001年），人口密度12人/km2。